# Сельское поселение Ядроминское
Се́льское поселе́ние Ядро́минское — упразднённое муниципальное образование (сельское поселение) в Истринском муниципальном районе Московской области.
Административный центр — посёлок Курсаково.

## География
Границы территории сельского поселения установлены Законом Московской области от 28.02.2005 № 86/2005-ОЗ «О статусе и границах Истринского муниципального района и вновь образованных в его составе муниципальных образований». Площадь территории сельского поселения Ядроминское составляет 16 073 га.
Территория муниципального образования расположена в северо-западной части Истринского района. На севере она граничит с Клинским районом; на востоке сельским поселением Бужаровское и сельским посеением Букарёвское; на юго-востоке — с сельским поселением Костровское, на юге — с сельским поселением Онуфриевское; на западе — с Рузским районом, городским округом Восход (ЗАТО) и сельским поселением Новопетровское.

## История административно-территориального деления
По данным официального сайта Истринского района нынешняя территория Ядроминского сельского поселения в разное время включала различные населенные пункты:

### XVI—XVIII века
Части Ядроминского сельского поселения относились к четырём уездам и пяти станам:
- в Сурожский стан Московского уезда входило большинство населённых пунктов, расположенных между речками Маглушей и Молодильней: Васильевское-Голохвастово, Веретенки, Дуплево, Лужки (Холуяниха), часть Маркова-Курсакова, Марково, Рубцово, Троица, Ядромино, исчезнувшее сельцо Полозово.
- в Тростенский стан Звенигородского уезда входили Будьково и Шебаново, территория будущей деревни Гордово.
- в волость Воиничи Рузского уезда входили часть Маркова-Курсакова (Курсаково), Шишаиха, Чаново.
- в Скирманов стан Рузского уезда входили Бели, Бутырки, Рыжково, Часовня, территория будущего посёлка Дома отдыха «Румянцево».
- остальные селения входили в Ижевский стан Дмитровского уезда.

### XIX век
Перед образованием самостоятельного Воскресенского уезда Московской губернии населённые пункты округа входили в состав Никольской (д. Будьково и Шебаново) и Новопетровской волостей (остальные селения) Рузского уезда.

### XX век
- 1930 — образован Ядроминский сельский Совет. На момент образования в него вошли: Бутырки, Васильевское-Голохвастово, Веретенки, Гордово, Дуплево, Лужки, Курсаково-Марково, Рубцово, Троица, Чаново, Часовня, Шебаново, Ядромино, фермы 1, 2 и 3 и железнодорожные будки 74-го и 75-го км.
- 1957 — к Ядроминскому сельсовету был присоединен Первомайский сельский Совет с деревнями Будьково, Первомайское (Бели), Рыжково.
- 1964 — к Ядроминскому сельскому совету был присоедиены населенные пункты: Гордово, Горки, Долево, Курово, Медведки, Назарово, Парфенки, Покоево, Савельево, Семенково, Шишаиха[5].
- 1991 — Ядроминский сельский Совет ликвидирован[6].
- 1992 — создана сельская администрация как орган исполнительной власти сельского Совета народных депутатов[1].
- в 1994—2006 годах поселок Курсаково являлся центром Ядроминского сельского округа.

Сельское поселение Ядроминское является правопреемником Ядроминского сельского округа.
Законом Московской области от 22 февраля 2017 года № 21/2017-ОЗ, 11 марта 2017 года все муниципальные образования Истринского муниципального района — городские поселения Дедовск, Истра и Снегири, сельские поселения Бужаровское, Букарёвское, Ермолинское, Ивановское, Костровское, Лучинское, Новопетровское, Обушковское, Онуфриевское, Павло-Слободское и Ядроминское — были преобразованы, путём их объединения, в городской округ Истра.

## Население
| 2006  | 2007  | 2008  | 2009  | 2010  | 2011  |
| ----- | ----- | ----- | ----- | ----- | ----- |
| 2334  | ↘2294 | ↘2275 | ↘2258 | ↗2525 | ↘2382 |
| 2012  | 2013  | 2014  | 2015  | 2016  | 2017  |
| →2382 | ↘2266 | ↘2177 | ↘2101 | ↘2021 | ↘1949 |

## Состав
В состав сельского поселения входило 28 населённых пунктов:
| Вид     | Наименование              | Население, чел. (2010) |
| ------- | ------------------------- | ---------------------- |
| деревня | Будьково                  | 2                      |
| деревня | Бутырки                   | 57                     |
| деревня | Васильевское-Голохвастово | 1                      |
| деревня | Веретенки                 | 9                      |
| деревня | Гордово                   | 3                      |
| деревня | Горки                     | 1                      |
| деревня | Долево                    | 2                      |
| посёлок | дома отдыха «Румянцево»   | 66                     |
| деревня | Дуплёво                   | 58                     |
| деревня | Курово                    | 129                    |
| посёлок | Курсаково                 | 1577                   |
| деревня | Лужки                     | 22                     |
| деревня | Марково-Курсаково         | 16                     |
| деревня | Медведки                  | 25                     |
| деревня | Назарово                  | 14                     |
| деревня | Парфенки                  | 12                     |
| деревня | Первомайское              | 20                     |
| деревня | Покоево                   | 14                     |
| деревня | Рубцово                   | 4                      |
| деревня | Рыжково                   | 10                     |
| деревня | Савельево                 | 231                    |
| деревня | Троица                    | 22                     |
| посёлок | Хуторки                   | 166                    |
| деревня | Чаново                    | 1                      |
| деревня | Часовня                   | 1                      |
| деревня | Шебаново                  | 11                     |
| деревня | Шишаиха                   | 12                     |
| деревня | Ядромино                  | 39                     |

До 2005 года, ещё до образования сельского поселения, на его нынешней территории также располагались деревня Овощная (объединена с деревней Бутырки), сельцо Полозово и деревня Дмитрикова.